# Onlinedienst
Ein Onlinedienst (auch Webdienst genannt) ist ein Angebot bzw. eine Dienstleistung, die über das Internet genutzt werden kann. Der Anbieter des Onlinedienstes stellt die benötigte serverseitige Infrastruktur zur Verfügung. Der Anwender nutzt einen entsprechenden Client (ein Gerät bzw. eine Software), über den die Inhalte ausgegeben werden. Viele Onlinedienste sind als Webanwendung realisiert, d. h., sie können über einen Webbrowser benutzt werden.

## Begriffliche Einordnung
Onlinedienste sind elektronische Informations- und Kommunikationsdienste, die im Internet angeboten werden, die weder Telekommunikationsdienste noch Rundfunk sind (vgl. § 1 Satz 1 Telemediengesetz (TMG)), also z. B. das Offerieren von Waren durch Onlineshops, Onlinebanking, des Weiteren Services der journalistischen Online-Presse, also elektronische Zeitungen und Onlinemagazine, aber auch Services von online abrufbarem Content von wissenschaftlichen Journals durch Wissenschaftsverlage, ferner die Bereitstellung von Chatrooms, Websuchmaschinen usw. (Einzelheiten, siehe weiter unten).
Wichtig ist, dabei festzuhalten, dass nach deutschem Recht eine begriffliche Unterscheidung getroffen wird zwischen Internet Service Providern und Internet Access Providern einerseits, die für die technische Bereitstellung von Internetzugängen an private Nutzer zuständig sind und den „Telekommunikationsdiensten“ zugerechnet werden, und Application Service Providern, Business Service Providern, Storage Service Providern und sonstigen Providern andererseits, wobei letztere den „Onlinediensten“ zugerechnet werden. Das Telekommunikationsgesetz (TKG) der Bundesrepublik Deutschland legt nämlich genau fest, worin ein Telekommunikationsdienst besteht. Das Telekommunikationsgesetz bietet in § 3 Nr. 61 TKG eine Legaldefinition für „Telekommunikationsdienste“ an. Danach handelt es sich in der Regel um gegen Entgelt über Telekommunikationsnetze erbrachte Dienste, die – mit Ausnahme von Diensten, die Inhalte über Telekommunikationsnetze und -dienste anbieten oder eine redaktionelle Kontrolle über sie ausüben – sich aus Internetzugangsdiensten, interpersonellen Telekommunikationsdiensten und Diensten zusammensetzen, die ganz oder überwiegend in der Übertragung von Signalen bestehen, wie Übertragungsdienste, die für Maschine-zu-Maschine-Kommunikation und für den Rundfunk genutzt werden. Rechtlich sind daher Rundfunk, Fernsehen und Telemedien kein „Dienst“ im Sinne des TKG, weil sie als „Inhaltsdienste“ nicht „ganz oder überwiegend“ Signale übertragen, sondern Nachrichten.
E-Mail-Dienste wie Gmail von Google sind keine Dienste im Sinne des § 3 Nr. 61 TKG. Dass Google bei dem Versenden und Empfangen von Nachrichten aktiv tätig werde, indem es den E-Mail-Adressen die IP-Adressen der entsprechenden Endgeräte zuordne, die Nachrichten in Datenpakete zerlege und sie in das offene Internet einspeise oder aus dem offenen Internet empfange, damit sie ihren Empfängern zugeleitet werden, reicht für die Einstufung dieses Dienstes als Telekommunikationsdienst nicht aus.
Daraus folgt ganz nebenbei: Nach deutschem Recht sind Telekommunikationsdienste keine Onlinedienste und Onlinedienste keine Telekommunikationsdienste.

## Anwendungsgebiete
Onlinedienste gibt es für sehr viele Anwendungsgebiete, z. B.:
- Informationssuche: bspw. Websuchmaschine, Chatbot und Onlinelexikon
- Nachrichten: bspw. Elektronische Zeitung und Nachrichtenportal, E-Mail-Verteiler bzw. Newsletter, Blogs, Feedreader
- Kommunikation: bspw. Soziales Netzwerk, Internetforum und Imageboard, Instant Messaging bzw. Chat, E-Mail, IP-Telefonie und Videochat
- Unterhaltung: bspw. Internetfernsehen bzw. Video-on-Demand, Internetradio und Musikstreaming
- weitere: bspw. Online-Banking, Online-Shopping, Navigationssystem, Übersetzer, Online-Dating, Computerspiel, Groupware, Customer Management, Filehosting

Die jeweiligen Dienste sind nicht auf obige Anwendungsgebiete beschränkt, sondern teilweise vielseitig einsetzbar. Bspw. setzen viele Menschen soziale Netzwerke auch zur Nachrichtengewinnung und Unterhaltung ein, viele Unternehmen zur Werbung.

## Beispiele
Zu den bekanntesten Online-Diensten gehören unter anderem:
- Google (Suchmaschine)
  - Blogger.com (Blogs)
  - Google Docs, Sheets, Slides und Forms (Textverarbeitung, Tabellenkalkulation, Präsentationen)
  - Google Maps (Online-Kartendienst)
  - Google News (Nachrichten)
- Facebook (soziales Netzwerk)
- Twitter (Mikroblogging)
- YouTube (Videoportal)
- TikTok (Videoportal)
- Wikipedia (Online-Lexikon/Enzyklopädie)
- WhatsApp (Instant Messaging)
- Skype (Videochat)
- Steam (Computerspiele)
- Web.de, GMX (E-Mail) (United Internet)
- Amazon (Onlineversandhandel)
- eBay (Internetauktionen)
- Netflix (Video-on-Demand)
- Dropbox (Filehosting)
- GitHub (Versionsverwaltung)
- Spotify (Musikstreaming)
- Uber.com (Fahrservice)
- WordPress (Blogs und Webseiten)
- reddit (Social News)
- LinkedIn (Business-Netzwerk)
- Xing (Business-Netzwerk)